# Georg Fleischhauer
Pour les articles homonymes, voir Fleischhauer.
Georg Fleischhauer est un bobeur allemand, né le 21 octobre 1988.

## Palmarès

### Championnats monde
- : médaillé d'or en bob à 2 aux championnats monde de 2023.
- : médaillé d'argent en bob à 2 aux championnats monde de 2025.
- : médaillé d'argent en bob à 4 aux championnats monde de 2024 et 2025..
- : médaillé de bronze en bob à 2 aux championnats monde de  2024.

### Coupe du monde
- 31 podiums  : 
  - en bob à 2 : 12 victoires et 4 deuxièmes places.
  - en bob à 4 : 5 victoires, 7 deuxièmes places et 3 troisièmes places.

#### Détails des victoires en Coupe du monde
| Édition   | Bob à 2                                     | Bob à 4                      |
| 2022-2023 | Lake Placid Winterberg Altenberg Sigulda x2 |                              |
| 2023-2024 | Pékin Igls Saint-Moritz Lillehammer         | Pékin x2 Saint-Moritz        |
| 2024-2025 | Saint-Moritz Igls Lillehammer II            | Lillehammer I Lillehammer II |